# Maulde
Pour les articles homonymes, voir Maulde (homonymie).
Maulde est une commune française située dans le département du Nord, en région Hauts-de-France. À Maulde, l'Escaut quitte la France et entre en Belgique.

## Géographie

### Communes limitrophes
| Brunehaut (Belgique) |        |                  |
|                      | Maulde | Mortagne-du-Nord |
| Lecelles             |        | Thun-Saint-Amand |

### Hydrographie

#### Réseau hydrographique

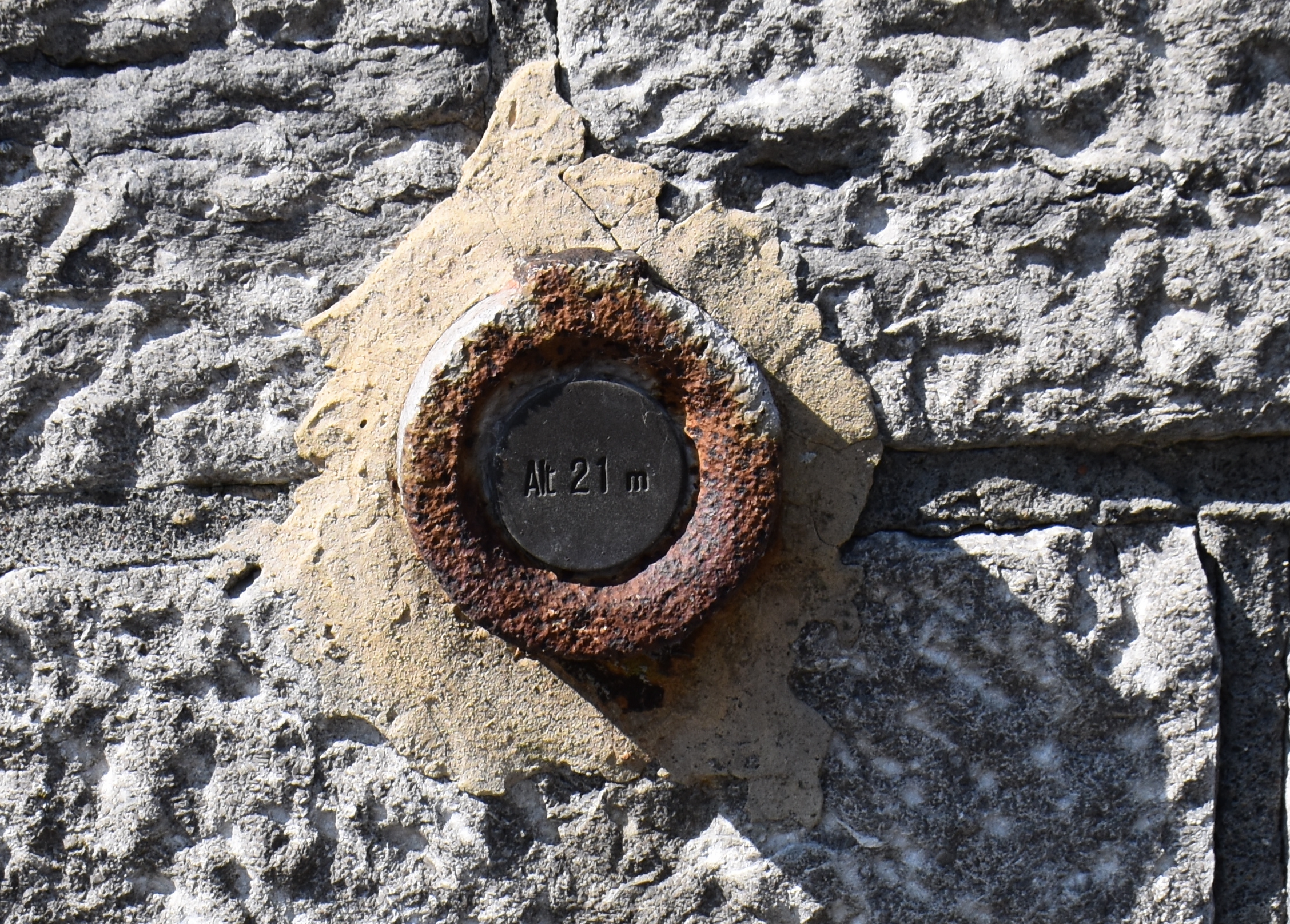
Borne de nivellement sur le mur de l'église- Altitude 21 m.

La commune est située dans le bassin Artois-Picardie. Elle est drainée par l'Escaut canalisée, le Décours Aval, la Rue de Chorette, le Courant de la seuve, le ruisseau de la Blanche Barrière, le ruisseau des épêches, l'Escaut et un autre petit cours d'eau,.
L'Escaut est un fleuve européen de 355 km de long, qui traverse trois pays (France, Belgique et Pays-Bas), avant de se jeter en mer du Nord. La partie canalisée en France relie Cambrai à , après avoir traversé 34 communes. Les caractéristiques hydrologiques de l'Escaut canalisée sont données par la station hydrologique située sur la commune. Le débit moyen mensuel est de 23,6 m3/s. Le débit moyen journalier maximum est de 13 129 janvier 2 021 165 m3/s, atteint le 22 novembre 2017.

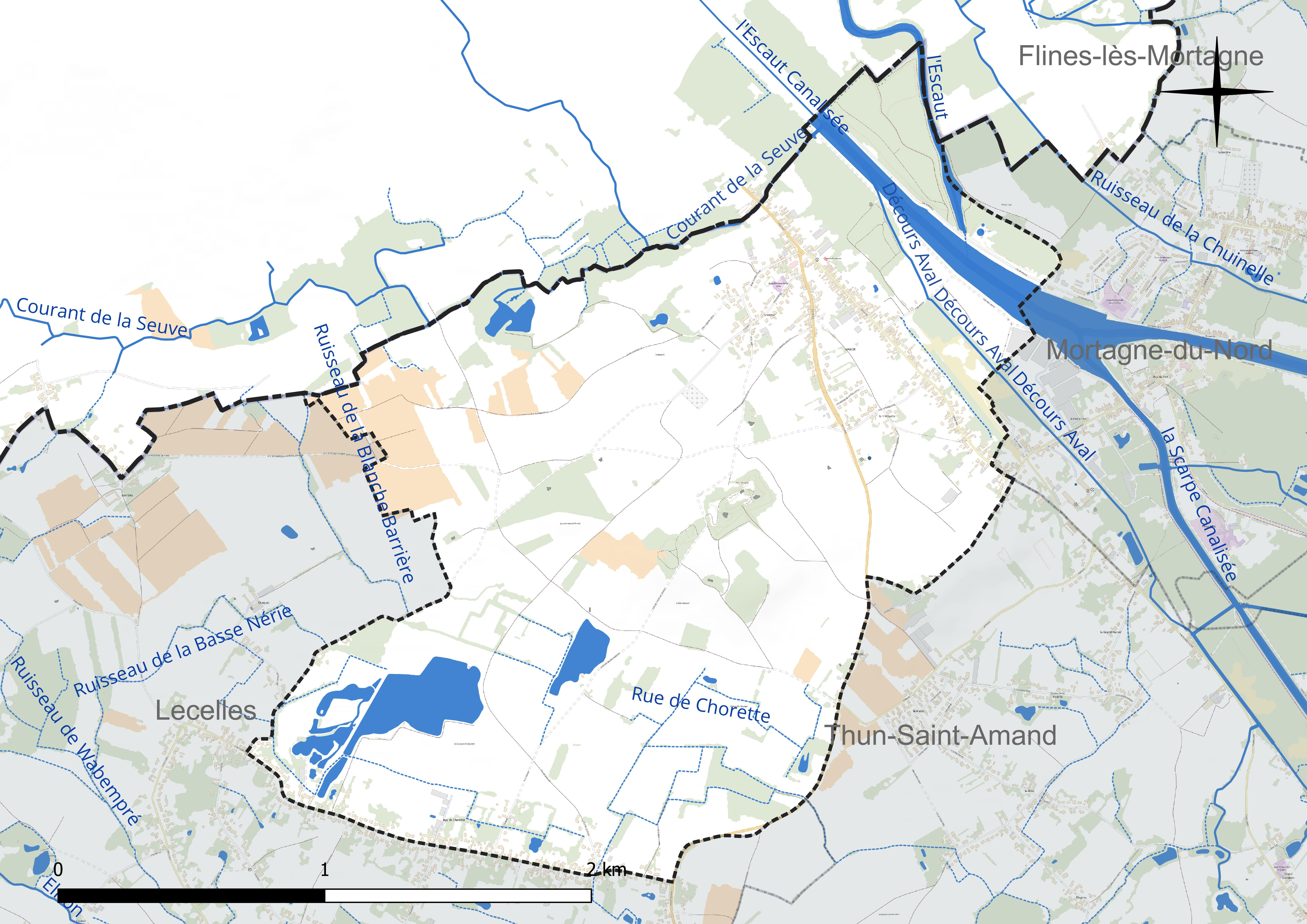
Réseau hydrographique de Maulde.

#### Gestion et qualité des eaux
Le territoire communal est couvert par le schéma d'aménagement et de gestion des eaux (SAGE) « Escaut ». Ce document de planification concerne un territoire de 2 005 km2 de superficie, délimité par le bassin versant de l'Escaut. Le périmètre a été arrêté le 9 juin 2006 et le SAGE proprement dit a été approuvé le 13 juillet 2021. La structure porteuse de l'élaboration et de la mise en œuvre est le syndicat mixte Escaut et Affluents (SyMEA). 
La qualité des cours d'eau peut être consultée sur un site dédié géré par les agences de l'eau et l'Agence française pour la biodiversité. 

### Climat
Pour des articles plus généraux, voir Climat des Hauts-de-France et Climat du Nord.
En 2010, le climat de la commune est de type climat océanique dégradé des plaines du Centre et du Nord, selon une étude du CNRS s'appuyant sur une série de données couvrant la période 1971-2000. En 2020, Météo-France publie une typologie des climats de la France métropolitaine dans laquelle la commune est dans une zone de transition entre le climat océanique et le climat océanique altéré et est dans la région climatique  Nord-est du bassin Parisien, caractérisée par un ensoleillement médiocre, une pluviométrie moyenne régulièrement répartie au cours de l'année et un hiver froid (3 °C). 
Pour la période 1971-2000, la température annuelle moyenne est de 10,7 °C, avec une amplitude thermique annuelle de 14,6 °C. Le cumul annuel moyen de précipitations est de 725 mm, avec 12,5 jours de précipitations en janvier et 9,6 jours en juillet. Pour la période 1991-2020, la température moyenne annuelle observée sur la station météorologique la plus proche, située sur la commune de Valenciennes à 17 km à vol d'oiseau, est de 11,0 °C et le cumul annuel moyen de précipitations est de 694,1 mm,. Pour l'avenir, les paramètres climatiques de la commune estimés pour 2050 selon différents scénarios d'émission de gaz à effet de serre sont consultables sur un site dédié publié par Météo-France en novembre 2022.

## Urbanisme

### Typologie
Au 1er janvier 2024, Maulde est catégorisée bourg rural, selon la nouvelle grille communale de densité à sept niveaux définie par l'Insee en 2022.
Elle appartient à l'unité urbaine de Mortagne-du-Nord (partie française), une agglomération internationale regroupant quatre  communes, dont elle est ville-centre,,. La commune est en outre hors attraction des villes,.

### Occupation des sols
L'occupation des sols de la commune, telle qu'elle ressort de la base de données européenne d'occupation biophysique des sols Corine Land Cover (CLC), est marquée par l'importance des territoires agricoles (82 % en 2018), en diminution par rapport à 1990 (84 %). La répartition détaillée en 2018 est la suivante : 
terres arables (65,4 %), zones urbanisées (13,5 %), prairies (9,9 %), zones agricoles hétérogènes (6,7 %), forêts (4,5 %). L'évolution de l'occupation des sols de la commune et de ses infrastructures peut être observée sur les différentes représentations cartographiques du territoire : la carte de Cassini (XVIIIe siècle), la carte d'état-major (1820-1866) et les cartes ou photos aériennes de l'IGN pour la période actuelle (1950 à aujourd'hui).

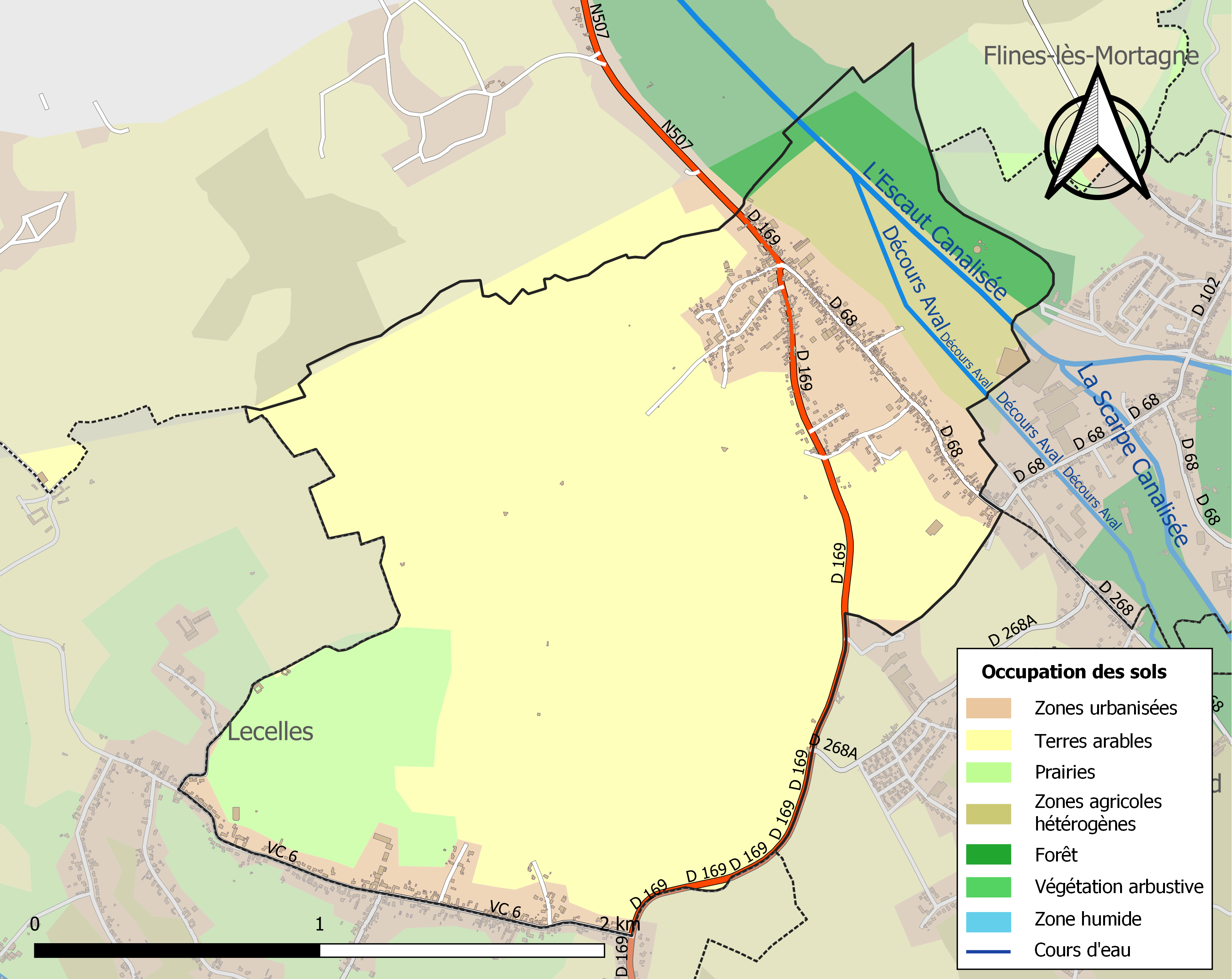
Carte des infrastructures et de l'occupation des sols de la commune en 2018 (CLC).

### Voies de communications et transports
La commune est desservie par les lignes 108 et 134 du réseau Transvilles. Elle est également desservie par la ligne 98 du réseau belge TEC Hainaut.

## Histoire
La seigneurie de Maulde (Hainaut-Belgique), anciennement Maude, renferme les seigneuries d'Abaumont, de Beaumont, et quinze autres fiefs nobles ; elle est située dans le Hainaut à trois lieues d'Ath et à deux de Tournai ; a donné le nom à une très illustre famille, qui a possédé les seigneuries de Breucq, de Mauroy, de Cornoy, d'Anseroeul, de Semerpont, de la Buissières, des deux Carnois, des trois Marquais, de Phirel, de Fermont, de Mansart, des Rosiers, de Famillieureux, de Bourbecque, de Beaudignies, de Cocréaumont, Verbois, Nieulande, Oyeghem, Schopeghem, etc. (Attention ! : à vérifier car cet historique concerne Maulde en BELGIQUE et non Maulde en France - Sources: J.-B.-J. CROQUET, "Histoire de Maulde (Hainaut)")
<Notices historiques et généalogiques ... par Nicolas-Jean Van der Heyden page 75/>
Maulde a déjà un seigneur qui porte son nom en 1007, Antoine de Maulde.
Trois générations plus tard, Wauthier III de Maulde, seigneur dudit lieu participe à la 4e croisade avec Baudouin IX de Flandre (VI de Hainaut)où ils s'emparent de Constantinople.
Cette croisade lui sera fatale car Wauthier n'en revient pas.
Son neveu Robert, seigneur de Maulde, prend part à la 5e croisade, son blason et son nom figurent dans la galerie des croisades à Versailles.
Vers le milieu du XVe siècle, Maulde est érigée en baronnie au bénéfice de Hugues IV.
Hugues VI n'ayant pas eu d'enfant, c'est son frère Arnould de Maulde qui lui succède mais comme il n'eut qu'une fille du doux prénom de Guillemette, la baronnie de Maulde passe par son mariage dans la famille des Ricamez.
Guillemette de Ricamez, fille de Guillemette de Maulde va vendre la baronnie à Antoine de Carondelet qui en devient le seigneur à la fin du XVIe siècle.
Les armes des seigneurs de Maulde sont d'or à la bande de sable frettée d'argent. les brisures des Maulde sont un croissant de sable au canton senestre, une rose de gueules au même canton ou une étoile de sable.
(Attention : cet historique concerne Maulde en BELGIQUE et non Maulde en France ! - Sources: J.-B.-J. CROQUET, "Histoire de Maulde (Hainaut)" 1926)
30 août 1792 : Combat du camp de Maulde (France) ou 15 000 Autrichiens y sont défaits par les troupes Françaises.
Sur la commune de Maulde, a été construit au XIXe siècle le fort de Maulde ou de Beurnonville, imposante construction fortifiée intégrée par la suite au secteur fortifié de l'Escaut, lui-même intégré à la ligne Maginot.

## Héraldique
|  | Les armes de la ville de Maulde se blasonnent ainsi : "D'or à la bande de gueules." |

Nicolas-Jean Van der Heyden donne aux maréchaux héréditaires de Flandres de la maison de Maulde ces armes :
d'or à la bande de sable, chargée de trois croisettes d'argent
et ce cimier : 
la tête et le col d'un cerf au naturel, issant d'une couronne d'or

## Politique et administration
Maire de 1802 à 1807 : Hornez,.

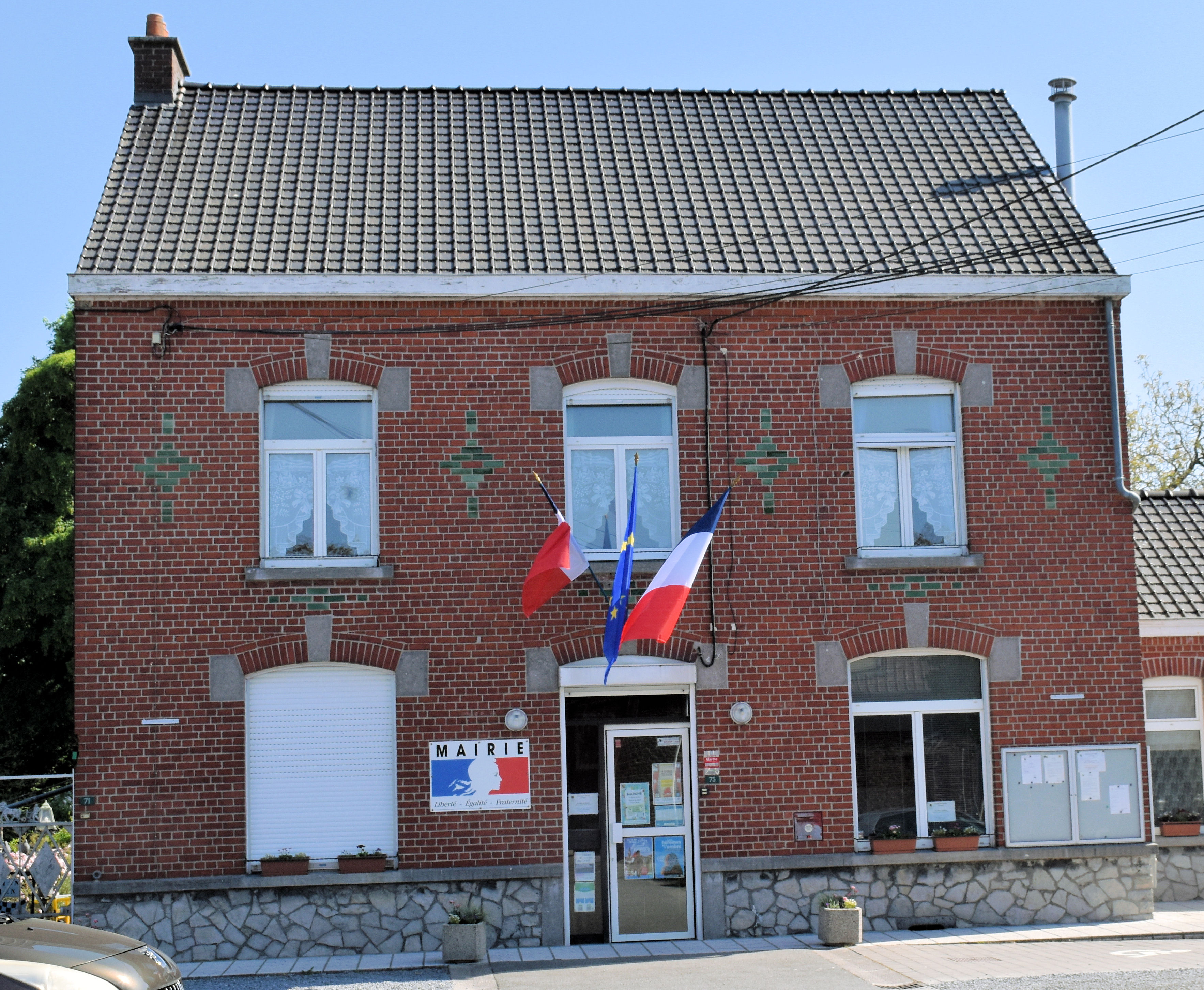
La mairie.

Maire en 1881 : Dutrieux.
| Période   | Période   | Identité         | Étiquette | Qualité                          |
| --------- | --------- | ---------------- | --------- | -------------------------------- |
| 1986      | mars 2001 | Patric Deltombe  |           | Chevalier des Palmes académiques |
| mars 2001 | mars 2014 | Éveline Guislain | DVD       |                                  |
| 2014      | En cours  | Nicolas Bouchez  |           |                                  |

### Instances judiciaires et administratives
La commune relève du tribunal d'instance de Valenciennes, du tribunal de grande instance de Valenciennes, de la cour d'appel de Douai, du tribunal pour enfants de Valenciennes, du conseil de prud'hommes de Valenciennes, du tribunal de commerce de Valenciennes, du tribunal administratif de Lille et de la cour administrative d'appel de Douai.

## Population et société

### Démographie

#### Évolution démographique
L'évolution du nombre d'habitants est connue à travers les recensements de la population effectués dans la commune depuis 1800. Pour les communes de moins de 10 000 habitants, une enquête de recensement portant sur toute la population est réalisée tous les cinq ans, les populations de référence des années intermédiaires étant quant à elles estimées par interpolation ou extrapolation. Pour la commune, le premier recensement exhaustif entrant dans le cadre du nouveau dispositif a été réalisé en 2006.

En 2022, la commune comptait 955 habitants, en évolution de −6 % par rapport à 2016 (Nord : +0,51 %, France hors Mayotte : +2,11 %).
| 1800 | 1806 | 1821  | 1831  | 1836  | 1841  | 1846  | 1851  | 1856  |
| ---- | ---- | ----- | ----- | ----- | ----- | ----- | ----- | ----- |
| 703  | 771  | 1 269 | 1 249 | 1 341 | 1 245 | 1 256 | 1 221 | 1 225 |

| 1861  | 1866  | 1872 | 1876 | 1881  | 1886 | 1891 | 1896 | 1901 |
| ----- | ----- | ---- | ---- | ----- | ---- | ---- | ---- | ---- |
| 1 191 | 1 045 | 929  | 872  | 1 033 | 806  | 751  | 816  | 844  |

| 1906 | 1911 | 1921 | 1926 | 1931 | 1936 | 1946 | 1954 | 1962 |
| ---- | ---- | ---- | ---- | ---- | ---- | ---- | ---- | ---- |
| 868  | 980  | 916  | 992  | 930  | 923  | 852  | 843  | 893  |

| 1968 | 1975 | 1982 | 1990 | 1999 | 2006 | 2011 | 2016  | 2021 |
| ---- | ---- | ---- | ---- | ---- | ---- | ---- | ----- | ---- |
| 798  | 854  | 816  | 887  | 880  | 955  | 947  | 1 016 | 981  |

| 2022 | - | - | - | - | - | - | - | - |
| ---- | - | - | - | - | - | - | - | - |
| 955  | - | - | - | - | - | - | - | - |

#### Pyramide des âges

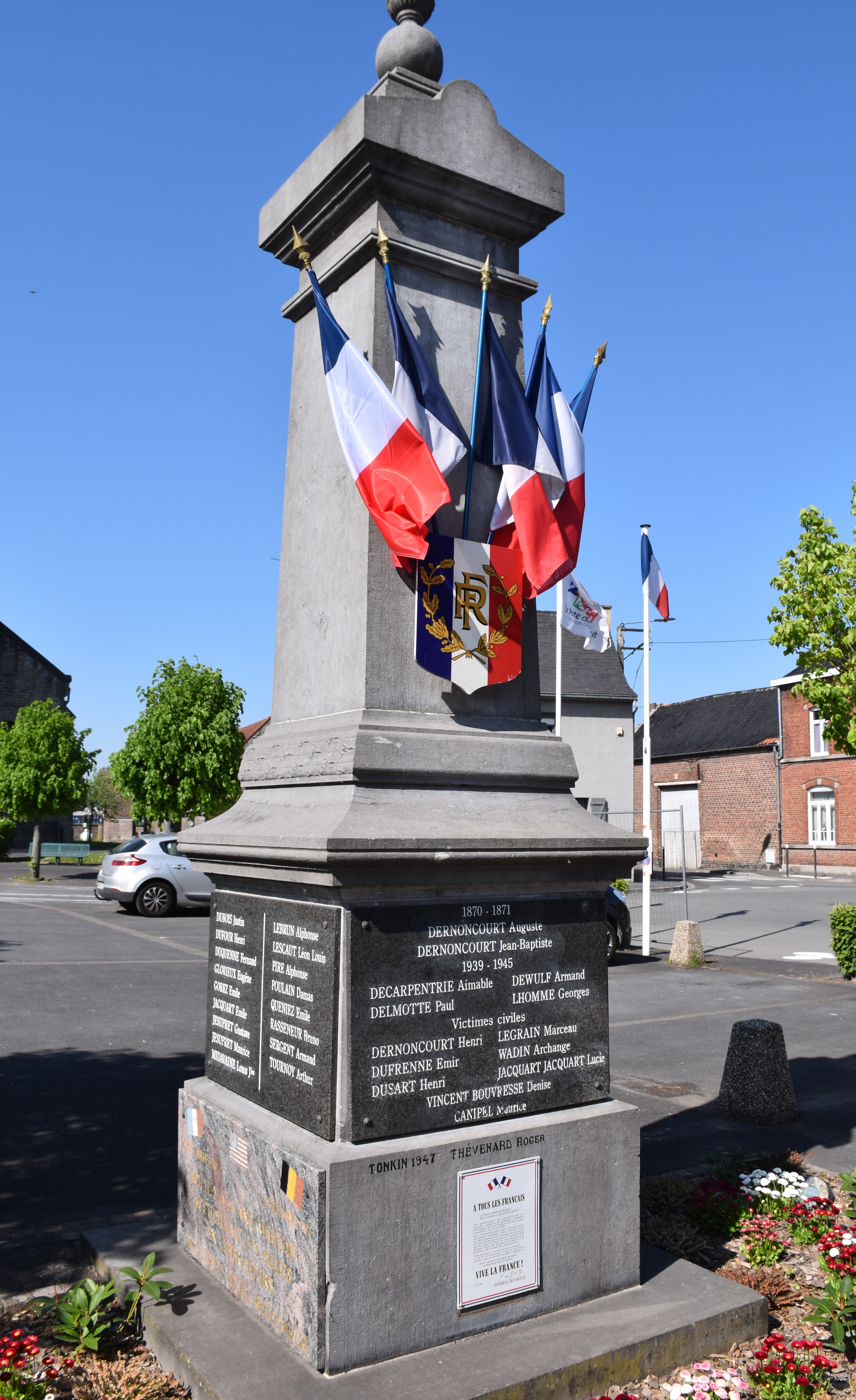
Le monument aux morts.

La population de la commune est relativement jeune.
En 2018, le taux de personnes d'un âge inférieur à 30 ans s'élève à 37,7 %, soit en dessous de la moyenne départementale (39,5 %). À l'inverse, le taux de personnes d'âge supérieur à 60 ans est de 22,7 % la même année, alors qu'il est de 22,5 % au niveau départemental.
En 2018, la commune comptait 518 hommes pour 507 femmes, soit un taux de 50,54 % d'hommes, largement supérieur au taux départemental (48,23 %).
Les pyramides des âges de la commune et du département s'établissent comme suit.
| Hommes | Classe d’âge | Femmes |
| ------ | ------------ | ------ |
| 0,0    | 90 ou +      | 0,6    |
| 5,8    | 75-89 ans    | 6,5    |
| 14,7   | 60-74 ans    | 17,9   |
| 20,4   | 45-59 ans    | 17,7   |
| 21,5   | 30-44 ans    | 19,6   |
| 17,6   | 15-29 ans    | 19,9   |
| 20,1   | 0-14 ans     | 17,9   |

| Hommes | Classe d’âge | Femmes |
| ------ | ------------ | ------ |
| 0,5    | 90 ou +      | 1,4    |
| 5,3    | 75-89 ans    | 8,1    |
| 14,8   | 60-74 ans    | 16,2   |
| 19,1   | 45-59 ans    | 18,4   |
| 19,5   | 30-44 ans    | 18,7   |
| 20,7   | 15-29 ans    | 19,1   |
| 20,2   | 0-14 ans     | 18     |

## Lieux et monuments
- Fort de Beurnonville, construction Séré de Rivières[32], du nom du militaire Pierre Riel de Beurnonville, général et maréchal de France. Ce fort a été construit sur l'ancien emplacement du camp de Maulde (France) utilisé pendant les guerres révolutionnaires[33].
- Plusieurs casemates de la Seconde Guerre mondiale[34]
- 1 casemate pour canon de 155 GPF (Grande Puissance Filloux)[34],[32]
- L'église Saint-Pierre, détruite lors des combats pour la libération du secteur en octobre 1918, fut reconstruite et bénite le 15 août 1927 [35].

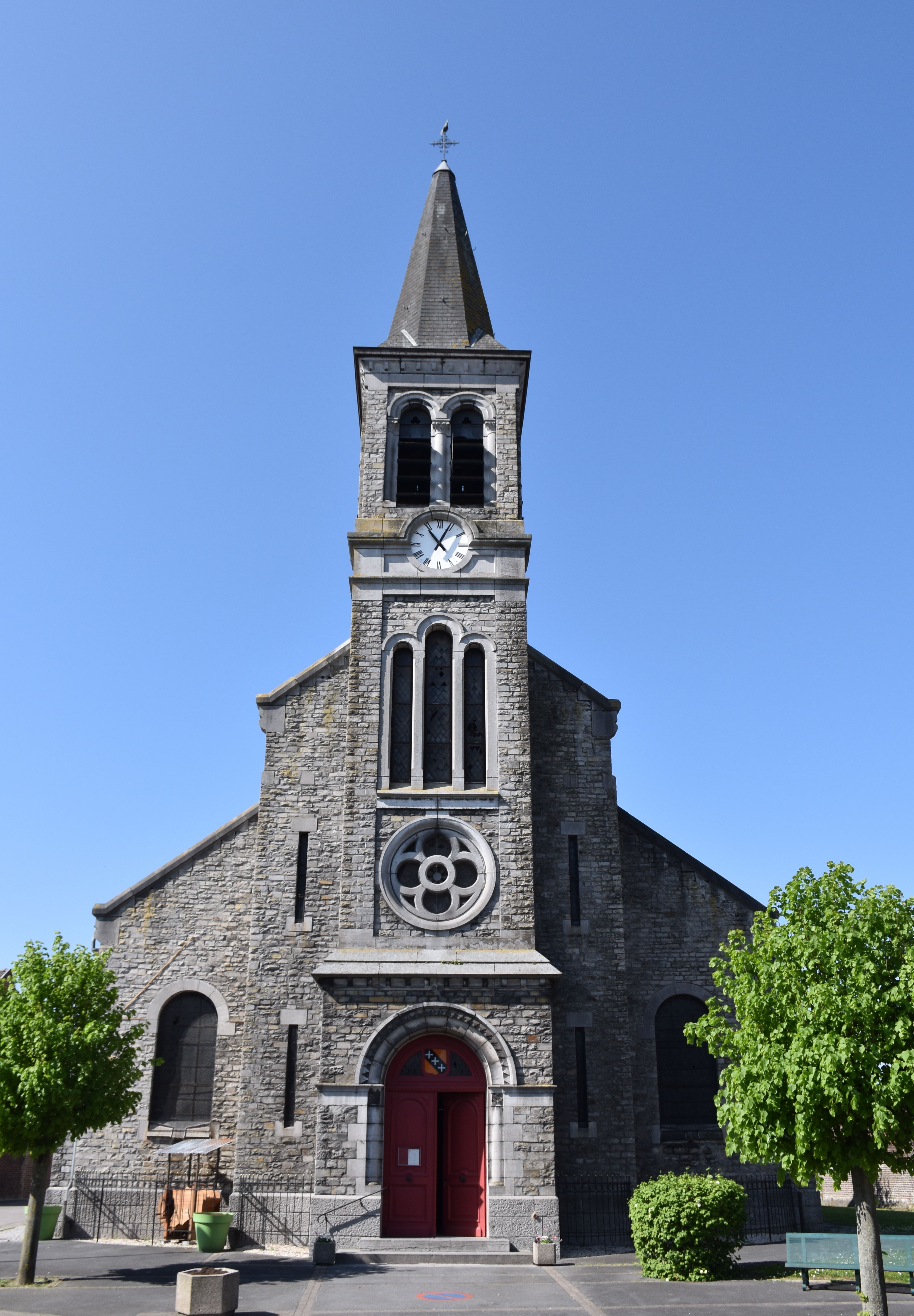
Féçade de l'église.
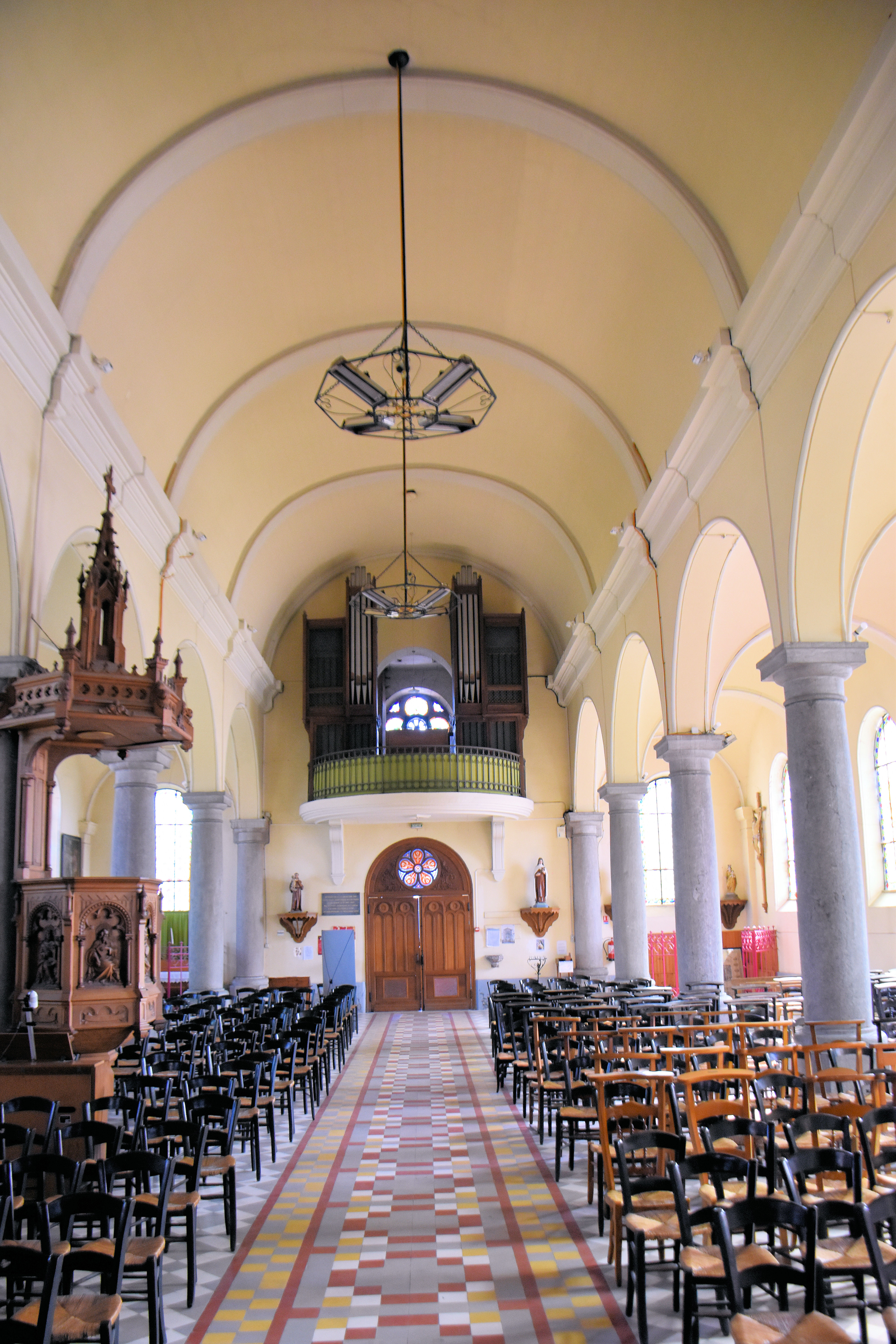
la nef côté porche.
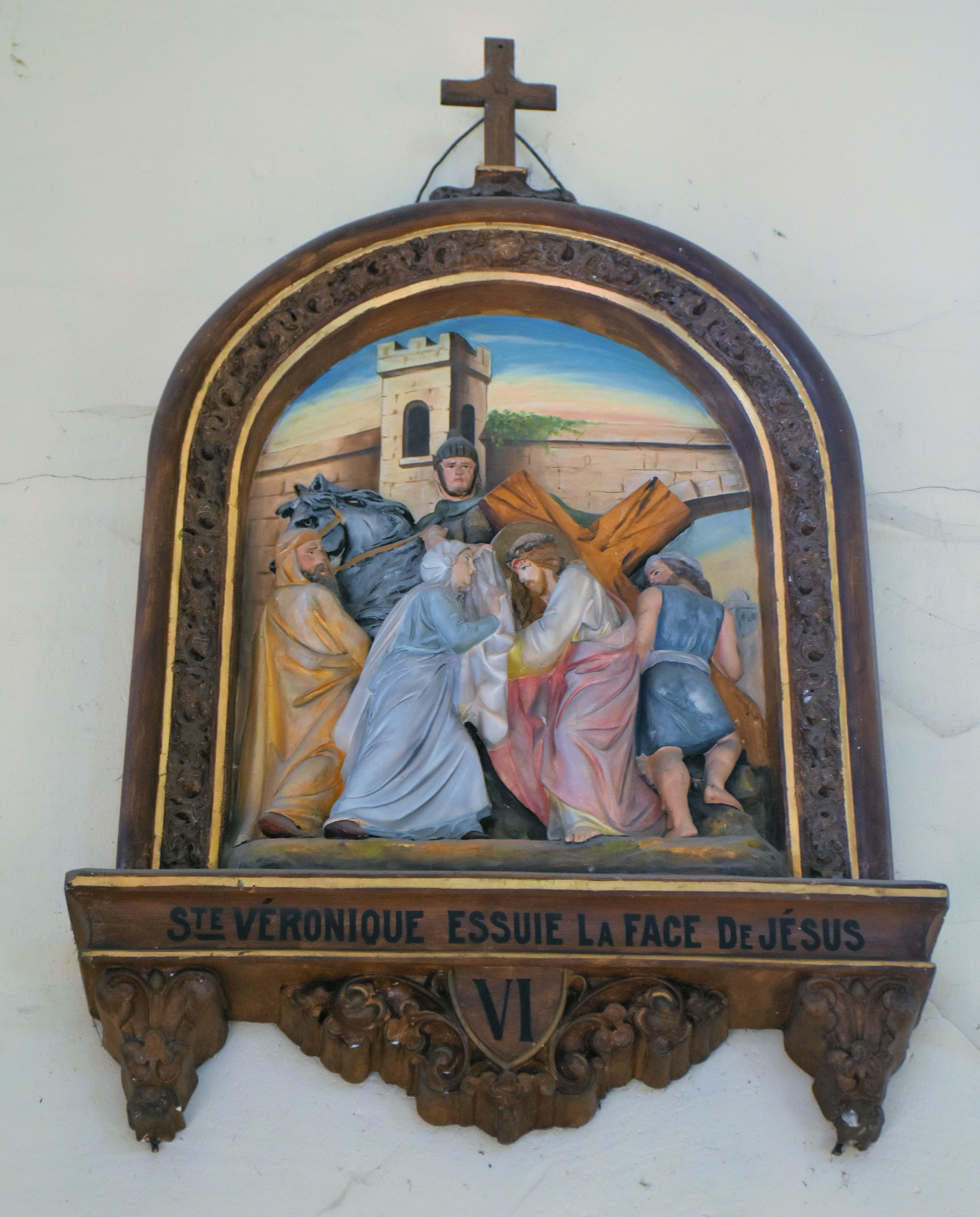
Chemin de croix - 6 è station.
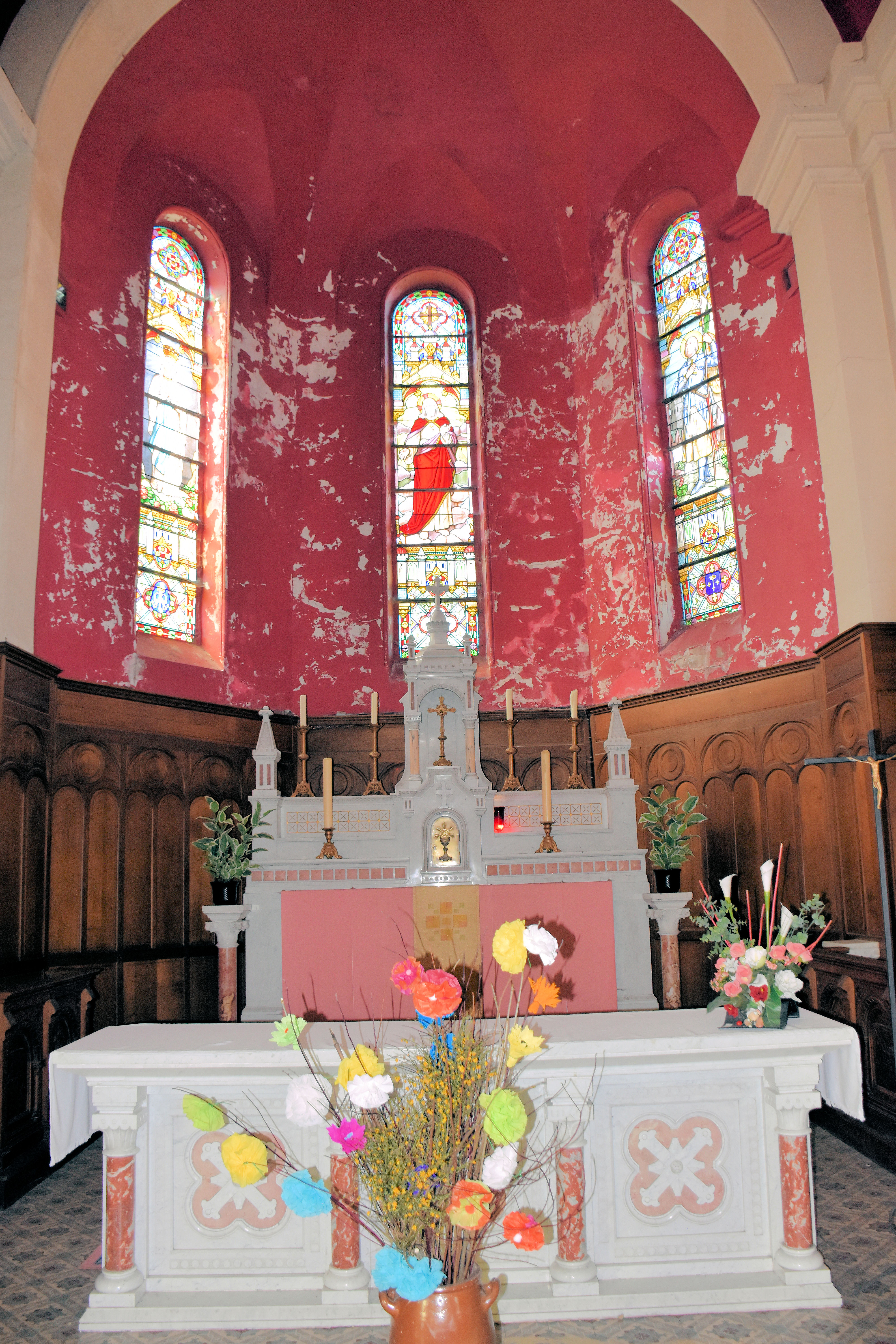
Le choeur.
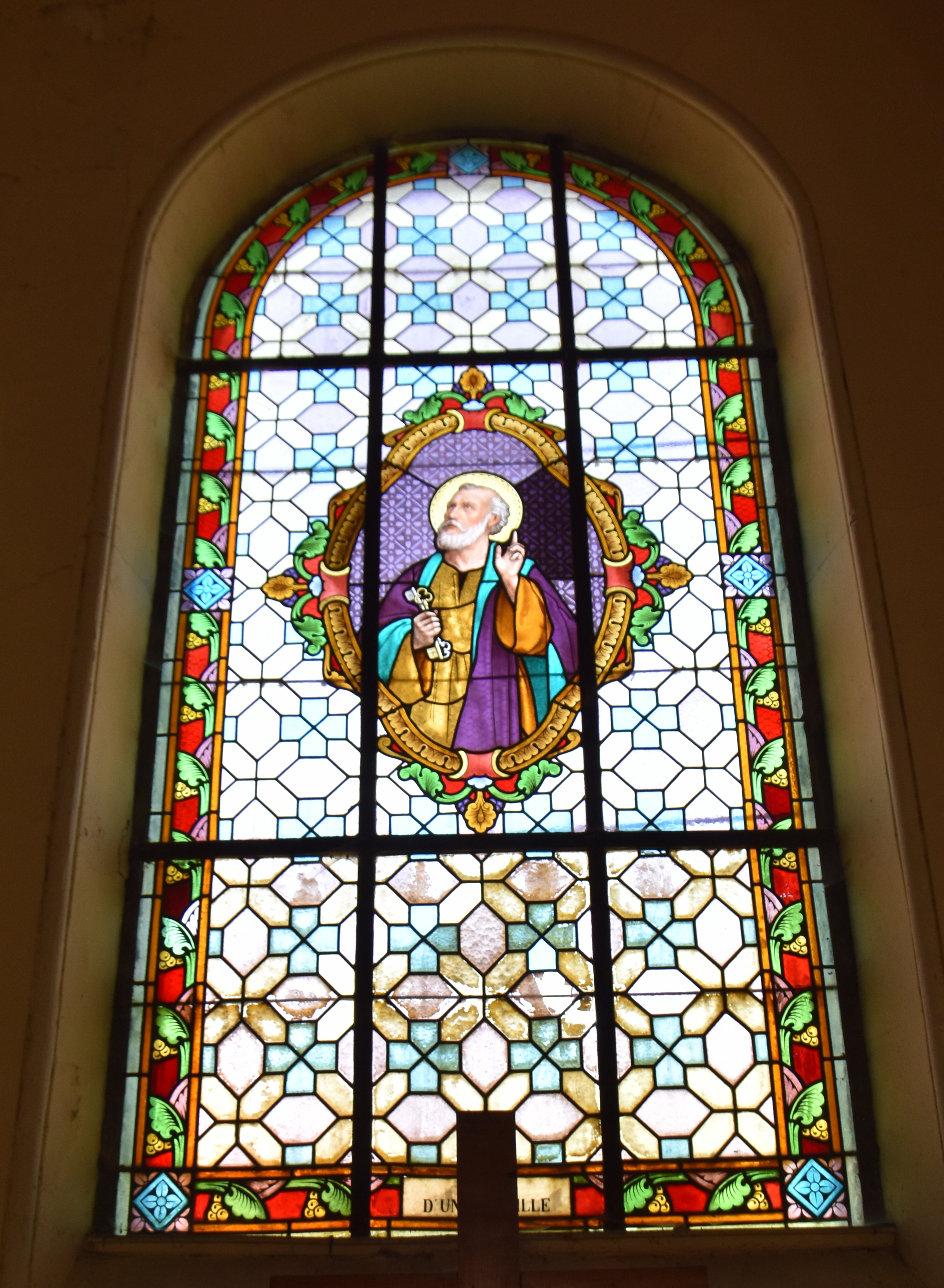
Un vitrail.

## Personnalités liées à la commune
- Jacques de Fariaux fut propriétaire de la seigneurie de Maulde (7534 Belgique). Grâce à lui, Charles II érigea la terre de Maulde (B) en vicomté par lettres patentes de 1679. (cf. Livre de l'Abbé CROQUET "Histoire de Maulde" -Tourcoing-1926)
- le comte Léon de Maulde (1739-1793), autrefois officier des Grenadiers de France, a épousé à Saint-Domingue en 1764 Charlotte Davy de La Pailleterie (1740-1821).

Elle est la fille de Charles Davy de la Pailleterie ( 1716 - 1773 ), le cadet d'une famille originaire du Pays de Caux (Rouville). Militaire devenu dans les années 1730 planteur à Saint-Domingue, il est l'oncle du général de division républicain Thomas Alexandre Dumas (Davy de La Pailleterie 1702-1806), père de l'écrivain Alexandre Dumas (Davy de La Pailleterie 1802-1870), dont les cendres reposent au Panthéon depuis 2002.

## Pour approfondir